# Santa Vittoria d'Alba
Santa Vittoria d'Alba es una localidad y comune italiana de la provincia de Cuneo, región de Piamonte, con 2.675 habitantes.

## Evolución demográfica
| Gráfica de evolución demográfica de Santa Vittoria d'Alba entre 1861 y 2001 |
|                                                                             |
| Fuente ISTAT - elaboración gráfica de Wikipedia                             |